# Rohff
Rohff, pseudonimo di Housni Mkouboi (Antananarivo, 15 dicembre 1977), è un rapper e doppiatore francese.
Come doppiatore si è cimentato principalmente al doppiaggio di Max nel film Arthur e il popolo dei Minimei.
Rohff conta otto album da solista dal 1999 per un totale di più di 1.400.000 album venduti in 18 anni di carriera.

## Discografia

### Album Solisti
- 1998 – Le code de l'honneur
- 2001 – La vie avant la mort
- 2004 – La fierté des nôtres
- 2005 – Au delà de mes limites
- 2008 – Le code de l'horreur
- 2010 – La cuenta
- 2013 – P.D.R.G. (Pouvoir, Danger, Respect & Game)
- 2015 – Rohff Game
- 2018 – Surnaturel
- 2021 – Grand Monsieur
- 2024 – Fitna

## Doppiaggio
- Arthur e il popolo dei Minimei (2006) - nella versione francese
- Arthur e la vendetta di Maltazard (2009) - nella versione francese